# Molophilus rhamphus
Molophilus rhamphus är en tvåvingeart som beskrevs av Alexander 1979. Molophilus rhamphus ingår i släktet Molophilus och familjen småharkrankar. Inga underarter finns listade i Catalogue of Life.